# X. Ariarathész kappadókiai király
X. Ariarathész Euszebész Philadelphosz (ógörögül: Ἀριαράθης Εὐσεϐής Φιλάδελφος), (? – Kr. e. 36 után) kappadókiai király Kr. e. 42-től Kr. e. 36-ig.
II. Ariobarzanész király fiaként született. Kr. e. 47-ben Iulius Caesar a bátyjának, III. Ariobarzanésznak a gondnoksága alá helyezte. Kr. e. 45-ben Ariarathész személyesen ment Rómába Caesart felkeresni, hogy megszerezhesse az uralmat. Ariobarzanész Kr. e. 42-es halála után valóban Kappadika király lett, de csak 6 évig uralkodhatott. Kr. e. 36-ban Marcus Antonius száműzte országából. Életéről Caesar mellett (b. Alex. 66.) Cicero (ad Att. 12. 2, 2) és Cassius Dio (49, 32) is beszámol. A tronon a rómaiak által támogatott Arkhelaosz követte, aki talán Ariarathész sógora is volt.